# شهرستان کوچرینوفو
شهرستان کوچرینوفو (به بلغاری: Kocherinovo Municipality) یک شهرستان در بلغارستان است که در استان کیوستندیل واقع شده‌است. شهرستان کوچرینوفو ۱۸۲٫۳۱ کیلومتر مربع مساحت و ۵٬۲۱۴ نفر جمعیت دارد.